# Controvento (Federica Camba)
Controvento è una canzone scritta e cantata da Federica Camba, prodotta dalla propria etichetta indipendente “La Niña” e distribuita da Ada Music Italy.

## Il brano
Il brano è uscito su tutte le piattaforme streaming e in download digitale a partire dal 29 ottobre 2021, mentre è disponibile come singolo per l'airplay radiofonico dal 5 novembre 2021: anche questo come il singolo precedente "Qui e ora", vede l'artista in prima linea nei ruoli di coproduttrice artistica, insieme al produttore Gianmarco Grande, e produttrice esecutiva in quanto il singolo è uscito con la sua etichetta indipendente La Niña, oltre che come autrice di musica e parole. 
Controvento parla del coraggio di chi sceglie di vivere senza il timore di perdersi negli standard della quotidianità e di fare della propria vita quello che ognuno sogna per se stesso da bambino.  

## Il video
Il 5 novembre 2021 in concomitanza con il passaggio radiofonico, esce anche il video del singolo girato da Luca Tartaglia, un inno alla libertà e al coraggio di vivere che vede la stessa Federica destreggiarsi a cantare tra una folla senza volto con suggestive coreografie.